# Leopold Lainer
Leopold Lainer (Maishofen, 10 settembre 1960) è un allenatore di calcio ed ex calciatore austriaco, di ruolo difensore.

## Biografia
Ha un figlio di nome Stefan, anch'egli calciatore.

## Palmarès

### Competizioni nazionali
- Campionato austriaco: 8

Rapid Vienna: 1982-1983, 1986-1987, 1987-1988
Swarovski Tirol: 1988-1989, 1989-1990
Salisburgo: 1993-1994, 1994-1995, 1996-1997
- Coppa d'Austria: 5

Rapid Vienna: 1982-1983, 1983-1984, 1984-1985, 1986-1987
Swarovski Tirol: 1988-1989